# Região Nordeste (Islândia)

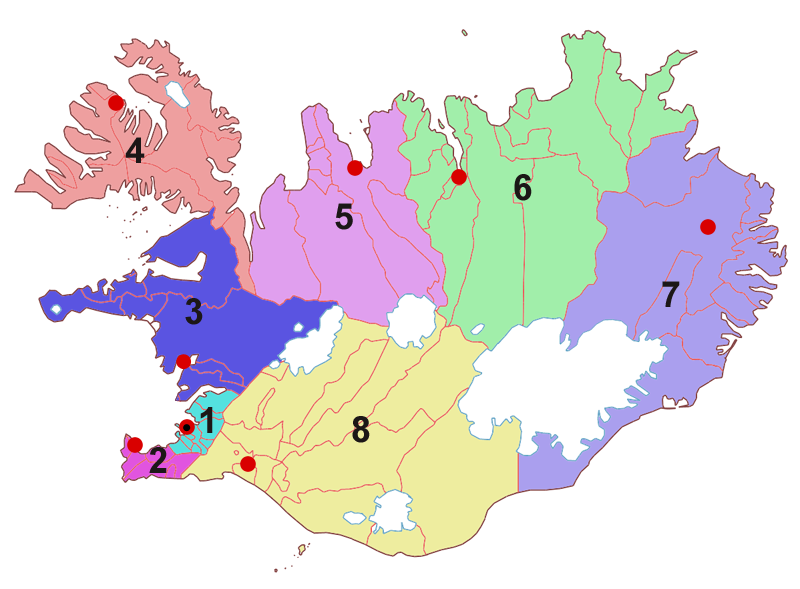
Norðurland eystra – a região n.º 6 da Islândia

A Região Nordeste (em islandês: Norðurland eystra) é uma das 8 regiões da Islândia. Em 2020 a região tinha uma população estimada em 30 600 habitantes. Sua capital e maior cidade é Akureyri.

## Geografia
A parte nordeste da Islândia é mais remota e selvagem do que outras regiões a sul. A região é conhecida pela abundante vida selvagem, desde baleias no porto de Húsavik até papagaios-do-mar na península de Raudanes, bem como falésias desoladas à beira-mar. O Parque Nacional Vatnajökull, localizado na região, é o maior parque nacional da Europa, cobrindo cerca de 12 000 km² (12% da superfície da Islândia), nele inclui-se o glaciar Vatnajökull, o atual Parque Nacional Skaftafell, o antigo Parque Nacional Jökulsárgljúfur e a área circundante.
Akureyri, a joia da coroa do norte da Islândia, encanta com sua dupla natureza. Aninhada ao lado do majestoso fiorde Eyjafjordur, chama os aventureiros com observação de baleias, caminhadas e pistas de esqui. Para a alma mais tranquila, seus jardins botânicos, cena artística colorida e cafés aconchegantes oferecem um deleite cultural.  As ruas amigáveis de Akureyri e a proximidade de maravilhas naturais como a cachoeira Dettifoss e o Lago Myvatn prometem uma aventura inesquecível na Islândia. Quer você busque serenidade, adrenalina ou um gostinho do interior, Akureyri oferece, tornando-se uma visita obrigatória para qualquer explorador islandês.

## Municípios
A Região Nordeste está dividida em 13 municípios. O mais populoso deles é Akureyri, e o maior em área é Skútustadahreppur. Os menores em população e área são, respectivamente, Tjörneshreppur e Svalbardsstrandarhreppur.
| Municípios               | População (2019) | Área (km2) |
| ------------------------ | ---------------- | ---------- |
| Akureyri                 | 19 030           | 135,55     |
| Nordurthing              | 3 120            | 3 732,78   |
| Fjallabyggd              | 2 010            | 363,83     |
| Dalvíkurbyggd            | 1 900            | 597,35     |
| Eyjafjardarsveit         | 1 080            | 1 774,8    |
| Thingeyjarsveit          | 860              | 5 971,58   |
| Hörgársveit              | 620              | 893,97     |
| Skútustadahreppur        | 500              | 6 048,01   |
| Svalbardsstrandarhreppur | 480              | 54,39      |
| Langanesbyggd            | 480              | 1 328,85   |
| Grýtubakkahreppur        | 370              | 431,43     |
| Svalbardshreppur         | 90               | 1 154,31   |
| Tjörneshreppur           | 50               | 198,86     |
| Total                    | 30 590           | 21 968     |

## Assentamentos
O maior assentamento da região é Akureyri. Outras localidades incluem:
- Húsavík
- Dalvík
- Siglufjördur
- Ólafsfjördur
- Thórshöfn
- Svalbardseyri
- Grenivík
- Hrafnagil
- Reykjahlíd
- Raufarhöfn
- Hrísey
- Kópasker
- Hauganes
- Laugar
- Árskógssandur
- Lónsbakki
- Brúnahlíd
- Bakkafjördur
- Grímsey
- Kristnes